# Château de Bourguignon-lès-Conflans
Le château de Bourguignon-lès-Conflans est un château construit au XIIIe siècle et situé sur la commune de Bourguignon-lès-Conflans, dans le département français de la Haute-Saône. Il est inscrit au titre des monuments historiques depuis 1927.

## Histoire
Le château féodal date des XIIIe et XVe siècles. Son enceinte fortifiée, sa galerie Renaissance et ses cheminées gothiques sont remarquables. Sur le manteau de l'une d'elles on peut lire "Fais ce que dois, advienne que pourra". Ce château a appartenu aux Ducs de Bourgogne mais c'est aujourd'hui une propriété privée. On raconte que Charles le Téméraire s'y serait arrêté en 1477 avant de trouver la mort à la bataille de Nancy et que Marguerite de Bourgogne y a été emprisonnée. Au XIXe siècle il abrita une école de jeunes filles dirigée par une dentellière célèbre à une époque. L'édifice est inscrit au titre des monuments historiques en 1927.